# Caroline Bliss
Caroline Bliss (12 de junho de 1961) é uma atriz britânica, mais conhecida por seu papel como Miss Moneypenny em dois filmes da franquia cinematográfica do espião britânico James Bond.
Neta do maestro e compositor britânico Sir Arthur Bliss, formada pela Bristol Old Vic Theatre School, teve um de seus primeiros papéis como atriz, num filme para a televisão britânica, Charles & Diana: A Royal Love Story, de 1982, no papel da Princesa Diana. Em 1987, Bliss substituiu a então veterana Lois Maxwell - que teve o papel por vinte e cinco anos -  no papel da secretária de M, Miss Moneypenny, no filme 007 Marcado para a Morte, o primeiro com Timothy Dalton no papel do espião, assim como no seguinte, 007 Licença Para Matar.
Bliss foi a primeira e única atriz a encarnar Moneypenny usando óculos de grau. Depois de um espaço de seis anos sem que fosse filmado um novo filme da franquia, em 1995 Bond retornou às telas, mas dessa vez com Pierce Brosnan no papel principal e novos atores assumiram os papéis fixos secundários da série. Bliss foi substituída por Samantha Bond, por coincidência sua amiga de infância desde os onze anos de idade.
Além do cinema e da televisão, ela também fez carreira no teatro britânico.